# Ringmuren van Leuven

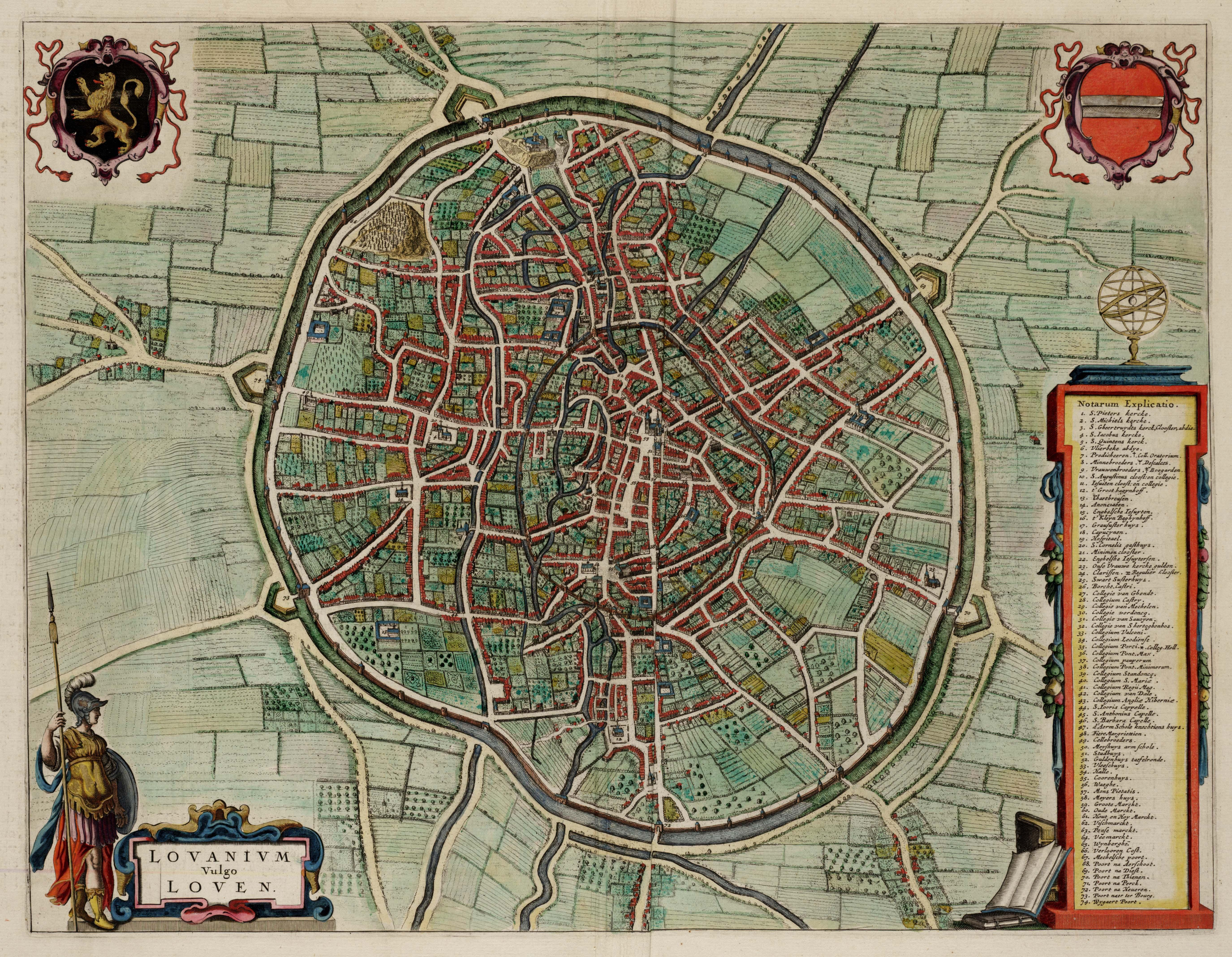
Een kaart van Leuven van Joan Blaeu waarop beide muren duidelijk zichtbaar zijn

Rond de Belgische stad Leuven werden tijdens de middeleeuwen twee ringmuren gebouwd: een romaanse uit de twaalfde eeuw, en een uit de veertiende eeuw.

## Eerste ringmuur

### Algemene beschrijving
De min of meer ronde muur was gecentreerd rond de Sint-Pieterskerk en werd gebouwd met zandsteen uit de groeven in Diegem en Zaventem, samen met ijzerzandsteen, die gebruikt werd voor horizontale stenen banden als versiering en erkerramen.
De muur was ongeveer 2.700 meter lang en had 31 torens en 11 poorten.
Waar de Dijle de stad binnenkwam en verliet, waren er twee waterpoorten geflankeerd door verdedigingstorens: deze twee poorten bevonden zich respectievelijk aan het Hollandcollege (nu Paridaensinstituut) en aan de Sint-Geertruiabdij.
De muur, 1,70 meter dik, rustte op een reeks spaarbogen. Aan de binnenkant ondersteunde een doorlopende reeks bogen de 90 centimeter brede weergang. De muur had schietgaten die aan de buitenkant gereduceerd waren tot een smalle opening van 90 centimeter hoog en 5 centimeter breed.
De 11 poorten waren:
- H.-Geestpoort (Diestsestraat)
- Sint-Michielspoort (Tiensestraat)
- Proefstraatpoort (Naamsestraat) (ook Sint-Kwintensbinnenpoort)
- Wolvenpoort (Schapenstraat)
- Redingenpoort (Redingenstraat)
- Broekstraatpoort (Janseniusstraat)
- Minderbroederspoort (Minderbroedersstraat)
- Biestpoort (Brusselsestraat)
- Minnepoort (Brouwersstraat)
- Borchtpoort (Mechelsestraat)
- Steenpoort (Vaarstraat)

### Geschiedenis

#### Bouw
In de vroege Middeleeuwen werd Leuven verdedigd door een primitieve omheining die waarschijnlijk bestond uit een hek van de Aardappelmarkt (huidige Vital Decosterstraat) tot aan de Redingenstraat, waarbij het andere deel van de omtrek werd beschermd door een arm van de Dijle, die een natuurlijke verdediging vormde.

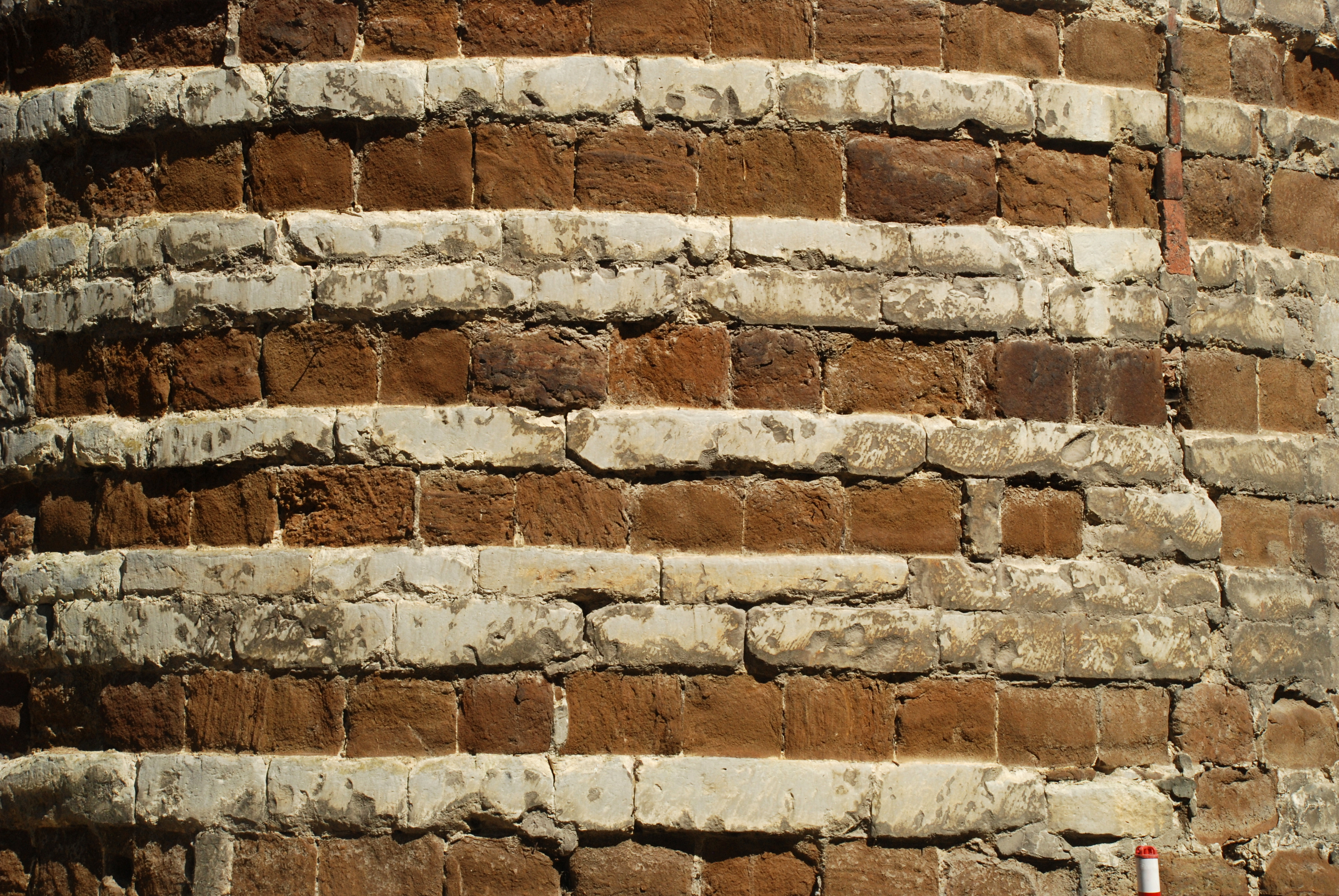
Afwisselende banden van zandsteen op een van de torens op de Hertogensite

In de dertiende eeuw werd de stad zeer welvarend en werd het de permanente residentie van de graaf van Leuven en Brussel, wat het noodzakelijk maakte om nieuwe vestingwerken te bouwen.
Graaf Godfried III van Leuven gaf de Leuvenaars toestemming om hun stad te omringen met een stadsmuur, in ruil voor een jaarlijkse vergoeding. Daarom zou in de periode 1156-1165 een eerste stenen omwalling zijn gebouwd.
Uit recent onderzoek blijkt de traditionele datering van de eerste stenen stadsmuur van Leuven tussen 1156 en 1165 echter te vroeg. Militair bouwkundige kenmerken (flankeertorens, schietsleuven, borstwering op spaarbogen) wijzen op een bouw in het begin van de dertiende eeuw, naar het voorbeeld van het zogenaamde “système philippien”. Initiatiefnemer voor de bouw van de stadsmuur was wellicht hertog Hendrik I (1190-1235).
In 1233 bevrijdde graaf Hendrik I, opvolger van Godfried III, de Leuvenaars van de jaarlijkse vergoeding.

#### Ontmanteling

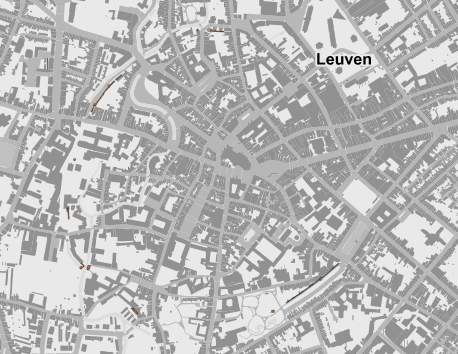
Overblijfselen van de eerste stadsmuur van Leuven aangeduid in het oranje met een zwarte rand

In 1357 werd een tweede stadsmuur gebouwd , wat ervoor zorgde dat de eerste ringmuur zijn functie verloor. Deze werd echter niet gesloopt. Veel overblijfselen zijn bewaard gebleven omdat de stad torens en muren verhuurde als opslagplaatsen, terwijl voormalige grachten als tuinen werden gebruikt.
Het gemeentebestuur bleef zelfs de eerste omheining verzorgen na de bouw van de nieuwe: de meeste poorten werden in 1363 gerestaureerd en in 1409 waren de twee burgemeesters verantwoordelijk voor de restauratie van de binnenpoorten en wallen.
Tot in de achttiende eeuw bleven de huurders van deze overblijfselen huur betalen, maar na de Franse Revolutie integreerden de bewoners ze in hun eigendommen.
Aan het einde van de achttiende eeuw of aan het begin van de negentiende eeuw werden alle stadspoorten ontmanteld.

### Belangrijkste overblijfselen
Leuven heeft nog restanten van de eerste stadsmuur op zes plaatsen, verspreid over een halve cirkel, van het noorden (Karel van Lotharingenstraat) naar het zuiden van de oude stad (Sint-Donatuspark) via het westen (Handbooghof, universitaire ziekenhuizen, Jansenius- en Justus Lipsiustorens, Redingenstraat).

#### Karel van Lotharingenstraat

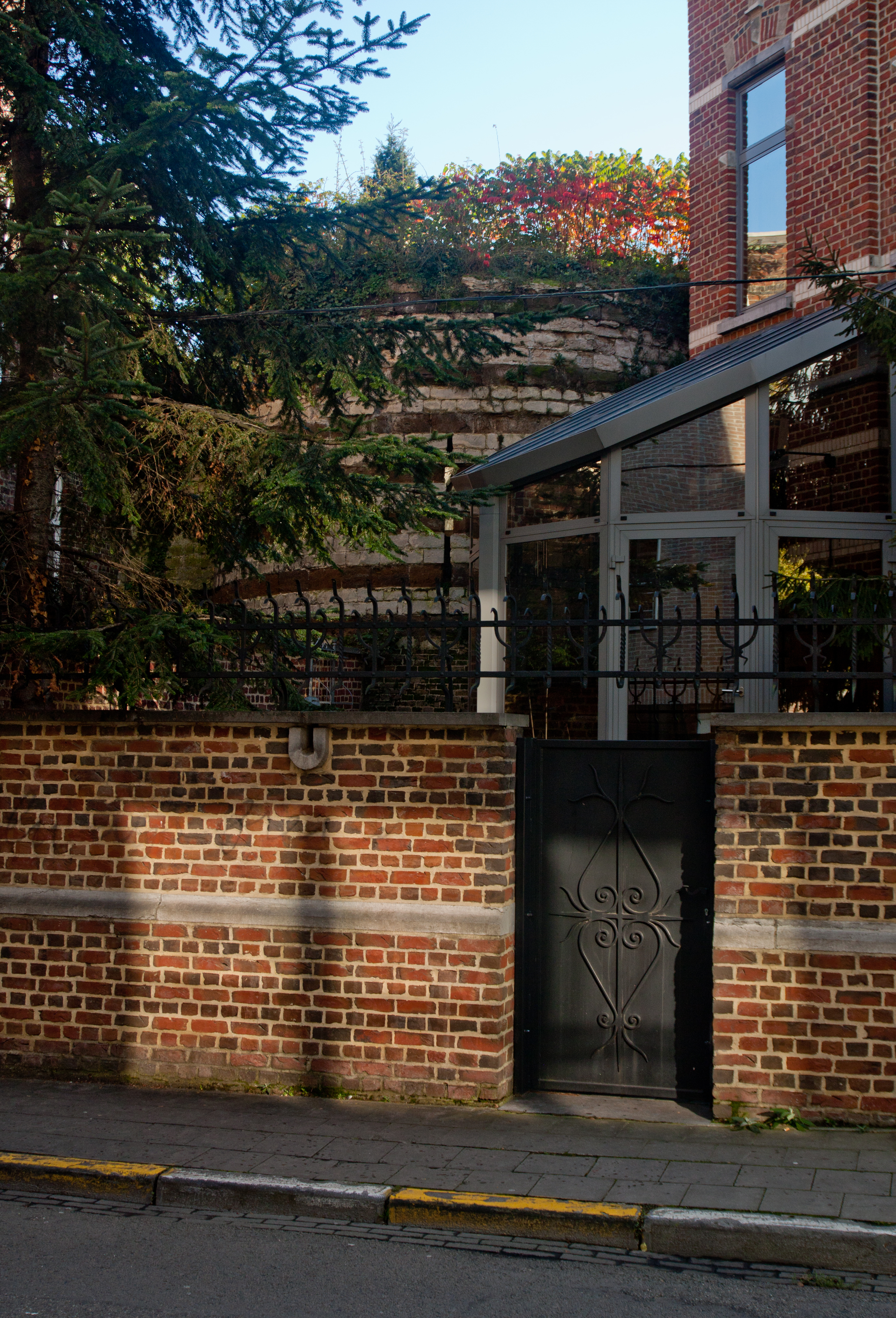
Toren in de Karel van Lotharingenstraat

Er zijn twee restanten van de ringmuur zichtbaar in de Karel van Lotharingenstraat:
- In de tuin van nr. 14: een enkele toren, zichtbaar vanaf de straat;
- Achter huizen nr. 18, 20, 22 en 24: een muurfragment van ongeveer 30 meter lang dat als scheidingsmuur tussen de percelen dient (muur die gedeeltelijk zichtbaar is vanaf de straat in de tuin van nr. 20).

#### Handbooghof
Op een steenworp afstand van de Brusselsestraat bevinden zich in het Handbooghof twee torens en een fragment van de muur van ongeveer 70 meter lang, met 23 zichtbare funderingsbogen.
Op deze plaats, die als oefenterrein werd gebruikt door de schutterij of het gilde van Sint Sebastiaan, werd de Dijle gebruikt als gracht.
De torens hebben afwisselend lichte en bruine banden van zandsteen en ijzerzandsteen, en enkele schietgaten. De muur is op verschillende plaatsen beschadigd door gaten die later dan in de middeleeuwen zijn geboord.
Deze resten zijn sinds 30 oktober 1945 beschermd als bouwkundig erfgoed.
|  |  |  |

#### Universitaire ziekenhuizen
Op het terrein van de universitaire ziekenhuizen Sint-Pieter en Sint-Raphaël, ook gekend als de Hertogensite, bevinden zich nog twee overblijfselen die toegankelijk zijn via de Brusselsestraat 69:
- Een toren[4], geïsoleerd op een parking gelegen tussen de twee ziekenhuizen, met metselwerk van afwisselend lichte en bruine zandsteen;
- Verder naar het zuiden, richting de Minderbroedersstraat, een 40 meter lange muur, gedeeltelijk geïntegreerd in een scheidingsmuur, en een fragment van een toren waarop in de achttiende eeuw een tuinpaviljoen in baksteen werd gebouwd[7], met klassieke openingen geflankeerd door pilasters.

|  |  |  |

#### Waterpoort: Jansenius- en Justus Lipsiustorens
De Dijle vloeide onder de muur om de stad binnen te komen tussen de Minderbroedersstraat en de Janseniusstraat.
Op deze plek stond een waterpoort bestaande uit een bakstenen brug (verdwenen in de zestiende eeuw) en twee torens:
- De Justus Lipsiustoren op de linkeroever (ten zuiden van het gelijknamige college)
- De Janseniustoren op de rechteroever (achter het Hollands College, nu het Paridaensinsituut, Janseniusstraat).

De Janseniustoren is sinds 1964 beschermd als historisch monument, met het aangrenzende muurfragment en drie bogen (zichtbaar vanop de speelplaats van het Paridaensinsituut).
|  |  |  |

#### Courtinein de Redingenstraat
De Redingenpoort is vernoemd naar het landhuis van de familie Redingen, een van de zeven patriciërsstammen van Leuven. Zij stond in de buurt van een andere stadspoort in de oude wallen, de Wolvenpoort, in de Schapenstraat, en de Sint-Kwintensbinnenpoort, gelegen in de Naamsestraat.
De Redingenpoort werd in 1770 gesloopt, maar op de binnenplaats van de voormalige Sint-Antoniusschool, in de Redingenstraat , staat nog steeds een 30 meter lang muurfragment.
Deze gordijngevel heeft op regelmatige afstanden schietgaten, waarvan sommige ommuurd zijn.
Het onderste niveau, van een donkerdere kleur, is in feite het niveau van de funderingen van de muur: de zichtbare bogen zijn de bogen van de funderingen die ooit ondergronds lagen.
Het bruggetje van baksteen, zandsteen en ijzerzandsteen dat de Dijle oversteekt bij de school, zou gebouwd zijn met materialen die uit de stadsmuur of uit de Redingenpoort zijn gehaald.
|  |  |  |

#### Sint-Donatuspark
Ten zuiden van de Sint-Michielskerk, tussen de Naamsestraat en de Tiensestraat, herbergt het Sint-Donatuspark (alias stadspark) twee torens en een muurfragment van ongeveer 135 meter lang en 3 meter hoog. Deze resten zijn sinds 1 maart 1978 beschermd als monument en werden in 2015 gerestaureerd.
Deze torens hebben ook, net als die van de Handbooghof en universitaire ziekenhuizen, afwisselende banden van lichte en bruine zandsteen, die prominenter zijn op de oostelijke toren.
Op de westelijke toren zijn de overblijfselen te zien van een raam met negblokken en een monolithische latei met een bolsterboog (of deur) van ijzerzandsteen.
Op beide torens zijn ook schietgaten zichtbaar.
|  |  |  |

## Tweede ringmuur
Van de tweede, meer recente, stadsmuur blijft nagenoeg niets over, behalve de vorm van de ring van Leuven.

### Algemene beschrijving
De muur werd gebouwd in een min of meer cirkelvormig tracé. De eigenlijke ringmuur benaderde een hoogte van 3 meter en een breedte van 90 centimeter en was waarschijnlijk opgetrokken uit baksteen. Door de schaarsheid van iconografische en schriftelijke bronnen en het ontbreken van materiële resten zijn weinig gegevens bekend over de manier waarop de muur werd opgebouwd. Zeker is wel dat op regelmatige afstand schietgaten waren aangebracht en dat het geheel door kantelen werd bekroond.
Een bijkomende verdediging werd gevormd door de 48 waltorens in de vijftiende eeuw. Het materiaal dat werd gebruikt was zandsteen voor de onder- en baksteen voor de bovenbouw.
De functie van de stadspoorten ligt vervat in de naamgeving: constructies die niet alleen voor verbinding met de nabije omgeving zorgden maar tegelijkertijd ook toegang gaven tot de eigenlijke stadskern. Daardoor waren de poorten de kwetsbaarste en bijgevolg ook de meest bedreigde gedeelten van de omwalling. Ten slotte maakten ook de waterpoorten deel uit van het verdedigingssysteem. Op de plaatsen waar de Dijle en de Voer de stad binnenkwamen, had men de "Grote" en de "Kleine Spui": waterpoorten die bestonden uit een versterking boven een sluisgeheel.
Al in de veertiende en vijftiende eeuw is er sprake van renovatiewerken aan de tweede stadsomwalling. Voor de stadspoorten werden ook "bolwerken" aangelegd, drie- of vijfhoekige aarden constructies. In 1579 werden 24 bouwvallige torens afgebroken tot aan de kantelen van de muur. Dat was niet alleen goedkoper dan de restauratie van de ruïneuze torens, maar maakte die ook beter aangepast aan het moderne artilleriegeschut. In 1635 kreeg de tweede ringmuur zwaar te lijden onder het krijgsgeweld van een coalitie van Franse en Hollandse troepen. Renovatiewerken volgden. In de tweede helft van de zeventiende eeuw ondernam men, uit angst voor eventuele belegeringen door de Franse troepen van Lodewijk XIV, herstellings- en aanpassingswerken. In de achttiende eeuw verkeerde de stadsomwalling in een redelijke staat.
De stadspoorten in de tweede ringmuur waren:
- Aarschotsepoort (Havenkant / Aarschotsesteenweg)
- Diestsepoort (Diestsestraat)
- Tiensepoort (Tiensestraat)
- Parkpoort (Parkstraat)
- Naamsepoort (Naamsestraat)
- Tervuursepoort (Tervuursestraat)
- Brusselsepoort (Brusselsestraat) (ook Wijngaardpoort)
- Mechelsepoort (Mechelsestraat)

### Bouw
Op de top van een aarden wal, die al eerder was opgehoopt, bouwde men de eigenlijke ringmuur. Deze was een vijftal meter hoog, en haar fundering lag twee meter onder de grond.
De stad kocht al in juni 1357 grote hoeveelheden bakstenen, zand, kalk en natuursteen aan en liet deze vervoeren naar de vesten zodat de metselaars konden beginnen op de stukken waar de wal voltooid was.
Voor de vesten aan de zuidkant wilde men goed voorbereid te werk gaan, met de ervaringen van de binnenvesten in het achterhoofd. Op plaatsen waar deze binnenvesten door een drassig gebied liepen, waren er immers veel vaker herstellingen nodig. Daarom liet men de bouwmeesters van de Brusselse tweede stadsomwalling – die ook op dat moment gebouwd werd – naar Leuven komen om advies te geven voor de aanleg van de vesten aan de Hovepoort (Naamsepoort).
De nieuwe stadsmuur wordt pas expliciet vermeld in oktober 1360, maar hier betreft het dan ook een uitgavenpost voor de uitbetaling van een aannemer. De bouw van de muur vorderde gestaag – het verloop van de werken blijkt uit een regelmatig terugkerende betaling van een ploeg "stemetsers" (steenmetsers, metselaars) – en was zowat voltooid in mei 1362. Dit lijkt snel, maar de muur van de tweede stadsomwalling was dan ook zeer eenvoudig van opbouw, in tegenstelling tot de eerste Leuvense stadsomwalling. Het is opvallend dat de pas afgewerkte muur op sommige stukken al heropgetrokken moest worden. Dat dit enkel aan de kwaliteit van het metselwerk lag, is echter niet zeker: indien de wal waarop de muur gebouwd werd op sommige plaatsen onder de al aangehaalde erosie of verzakkingen te lijden had, had zelfs de stevigste muur niet stand kunnen houden. De enorme tijdsdruk waaronder de bouw van deze versterkingsbouw diende te gebeuren, zal alleszins deels verantwoordelijk geweest zijn voor het vaak invallen van de muur. Natuurlijk kan een slechte uitvoering op sommige plaatsen eveneens een rol hebben gespeeld.

### Sloop
Keizer Jozef II decreteerde in 1781 de ontmanteling van alle versterkte steden, behalve Antwerpen. De steden mochten enkel nog de taluds en grachten behouden om ontduiking van octrooigelden te vermijden. De overige delen van de vesten moesten worden afgebroken en verkocht ten voordele van de staats- of stadskas. Uiteindelijk moest Leuven enkel de in 1672 en 1674 gebouwde redoutes afbreken. De rest van de versterkingen bleef voorlopig bewaard.
Tijdens het Franse bewind werden een aantal stadspoorten hetzij gedeeltelijk, hetzij volledig gesloopt. Onder het Nederlandse bestuur ging men verder met de sloop van de poorten en werden ook de muur en de torens afgebroken. De muren en torens van de tweede stadsomwalling verdwenen geleidelijk. Een deel werd genivelleerd en tot promenade omgevormd. Tussen 1950 en 1980 werden de vesten aangepast aan het toenemend autoverkeer. De parken en promenades moesten plaats maken voor een vierbaansweg.
Bij de uitbreiding van de ring in 1970 ging nog een groot deel van de muur teloor, tot wat er nu overblijft.

### Restanten
Van de veertiende-eeuwse vestingwerken resten nu nog maar enkele relicten: de onderbouw van de Grote Spui, de basis van de Verloren Kosttoren en een kern van het aarden talud op de Naamsevest. De Edouard Remyvest is een sprekend voorbeeld van de negentiende-eeuwse promenadeaanleg.

#### Verloren Kosttoren

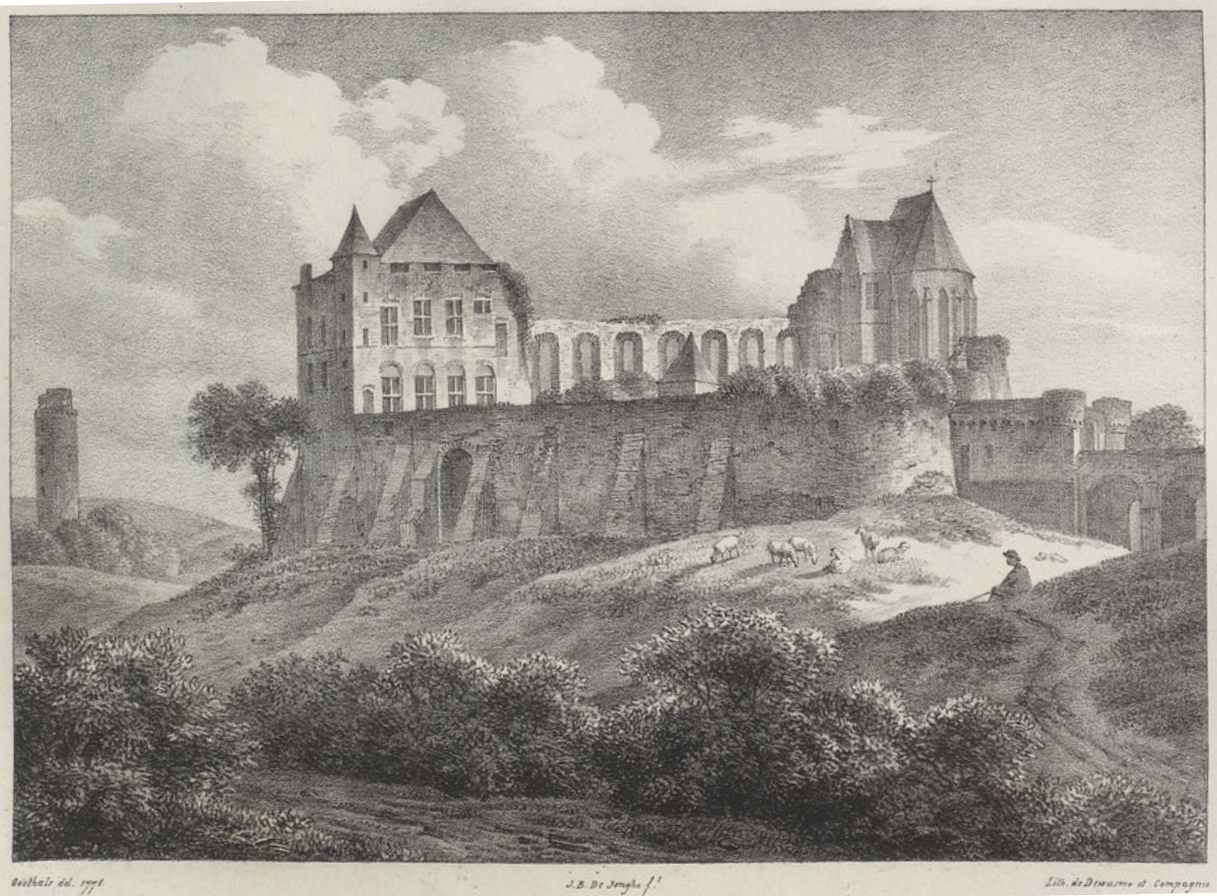
Links van het vervallen kasteel Keizersberg, de ruïneuze Verloren Kosttoren. De tekening dateert uit 1778, 9 jaar voor de afbraak van de toren.

De Toren van Verloren Kost (1463-1787), oorspronkelijk Grote Toren genoemd, was de hoogste vestingtoren. De naam Verloren Kost komt van de zware factuur voor de stad Leuven om hem te bouwen. Uiteindelijk heeft de toren, militair gesproken, nauwelijks gediend.

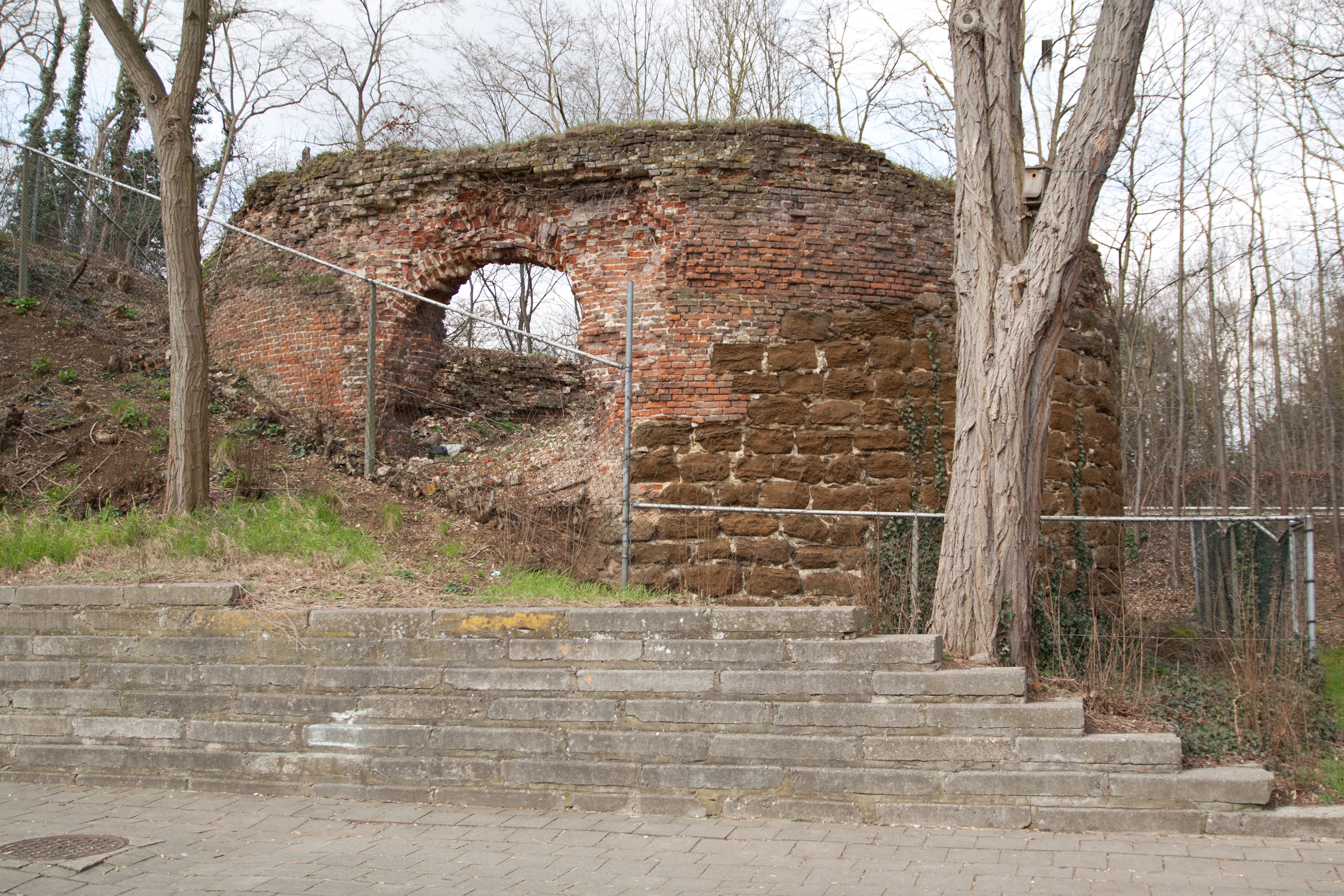
Overblijfselen van de Verloren Kosttoren aan de Mechelsevest

De Grote Toren herinnert aan de militaire bouwstijl van de vijftiende eeuw. Hij was onderdeel van de buitenste stadswallen van Leuven en bevond zich tussen de Wijngaardenpoort (vandaag: Brusselsepoort) enerzijds en anderzijds de Wilselse Poort of Buitenburchtpoort of Bergpoort (vandaag: Mechelsepoort). In 1462 tekende Mathieu de Layens het bouwplan; op dat moment stonden de stadswallen er al. Hij metselde zelf met zijn metsers de Grote Toren. Alzo bewees Mathieu de Layens dat hij niet alleen burgerlijke en kerkelijke gebouwen kon neerzetten, maar ook een militair vestingsgebouw. De bouw van de Grote Toren sleepte ettelijke jaren aan. Hij lag op de hoogste heuvel buiten Leuven. De gemetselde toren kreeg een houten dakconstructie met loden afwerking en bladgoud erop. Deze toren was vijfmaal hoger dan de andere torens van de vestingmuren.
Vanaf de zestiende eeuw zat een stadswacht op de uitkijk boven in de toren. Hij had er een rode vlag en een witte vlag, de kleuren van het wapen van Leuven. De toren werd in 1634 enigszins gerestaureerd doch dit was nutteloos, want in 1635 werd de toren erg beschadigd tijdens het Beleg van Leuven. Tijdens een storm in 1674 vloog de dakconstructie weg en stond de toren voortaan bovenaan open.
Tijdens het Oostenrijks bestuur in de Zuidelijke Nederlanden diende de toren als gevangenis (tot 1750). Van 1750 tot 1770 liep iedereen er vrij in en uit; Leuvenaars bewonderden er het uitzicht over de stad en de wijde omgeving. In 1770 sloot het stadsbestuur van Leuven de toegang af wegens te gevaarlijk. De toren diende nog even als opslagkamer voor buskruit (1780). In 1787 verkocht de stad de Verloren Kosttoren aan een particulier en deze brak de toren af. Sinds 1998 is de ruïne beschermd.

#### Grote Spuije
In 1365 werd, als bekroning van de bouw van de tweede stadsomwalling, het sluizencomplex de "Grote Spui" opgericht. De grote sluis overbrugde de Dijle met vier arcades. In de tweehonderd jaar die volgden op de bouw had de waterpoort, naast de zorg voor de waterhuishouding, vooral een defensief karakter als onderdeel van de versterking. Het is pas in de zestiende eeuw dat er in de bogen van de sluizen ook een waterrad werd opgehangen. Dat zorgde voor de aandrijving van een watermolen. De molen werd in 1559 opgericht op de eerste arcade van de Grote Spui. Met een onderbreking in de zestiende eeuw - het complex deed korte tijd dienst als papiermolen - heeft het gebouw tot 1813 zijn oorspronkelijke functie behouden. In 1837 werd het gebouw opgenomen in een groot graanmolencomplex.

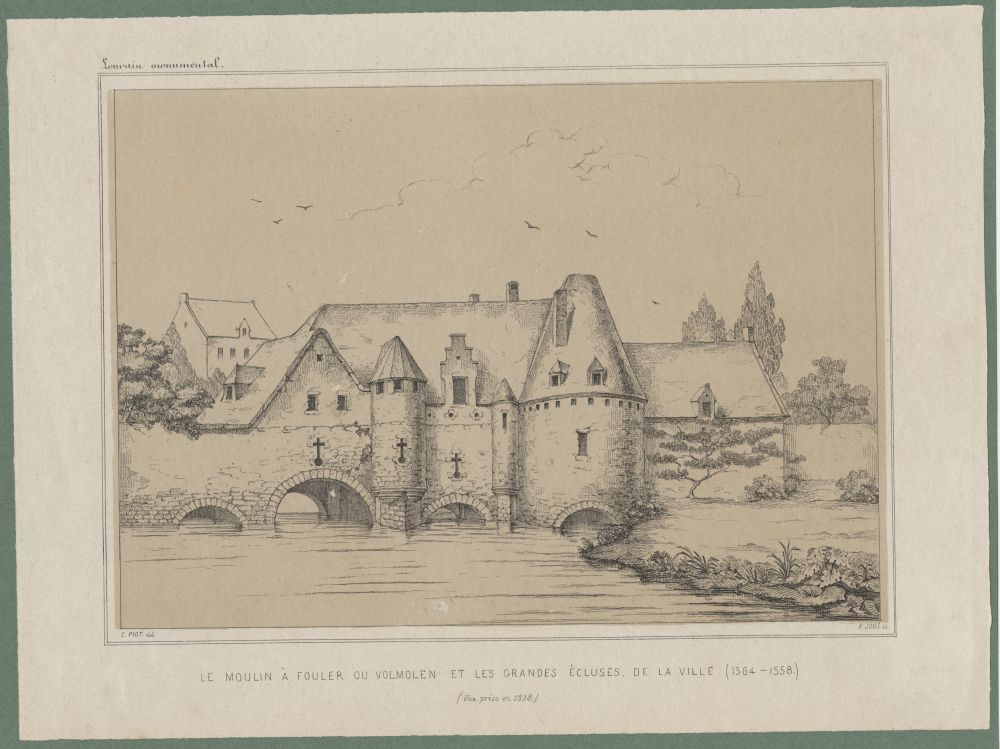
De Grote Spuije in 1860

Ondertussen was in 1661 bij de Grote Spui een ijzermolen gebouwd. In 1667 zou de ijzermolen dan zijn omgevormd tot moutmolen en zou men aan de andere kant van de sluizen, aan de overkant van de Volmolenbrug, een smoutmolen met brouwerij hebben opgericht. Op de Ferrariskaart (1770-1777) staat aan de overkant van de Grote Spui een vierkant volume: is dit de voormalige ijzermolen of de smoutmolen met brouwerij? Later werd het geheel opgenomen in een groter geheel.
Bij de aanleg van de Leuvense ring in 1952 werd de Volmolenbrug nogmaals verbreed. Een huis uit 1842 aan de overkant van de straat was daarbij het laatste fabrieksgebouw dat onder de sloophamer ging.

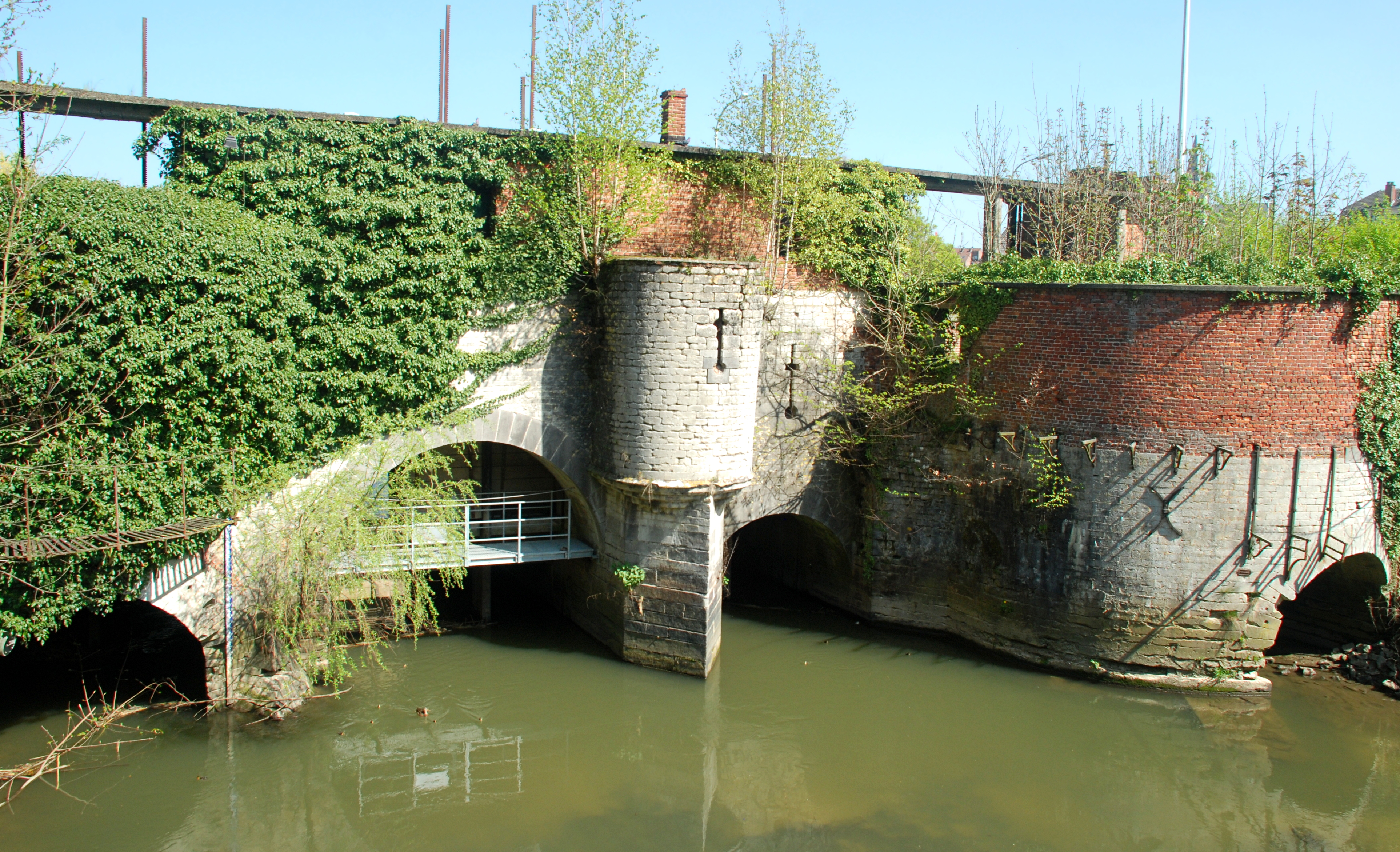
De Grote Spui vandaag

Van de constructie die oorspronkelijk bekend stond als de Grote Spui en die uiteindelijk via de vol- en ijzermolens uitgroeide tot een indrukwekkend fabriekscomplex, is vandaag voornamelijk het gedeelte bewaard dat vroeger de waterpoort uitmaakte.
Vanuit de huidige Tervuursevest bekeken zijn de sluizen gedeeltelijk verborgen achter een lage bakstenen muur. Het sluizensysteem, dat zich onder een betonnen bovenbouw bevindt, bestaat uit vier bogen met houten sluisdeuren die opgehaald kunnen worden met een tand- en heugelsysteem. Sinds hun ontstaan zijn aan deze sluizen voortdurend herstellings- en aanpassingswerken uitgevoerd.

## Kaart
Hieronder een dynamische kaart met daarop de stadsmuren, waltorens, waterpoorten en stadspoorten van Leuven. De nummers verwijzen naar de kaart van Leuven van Joan Blaeu.